# Aschau am Inn
Aschau am Inn (amtlich: Aschau a.Inn) ist eine Gemeinde im oberbayerischen Landkreis Mühldorf am Inn. Sie wurde nach dem gleichnamigen Hauptort benannt.

## Geografie

### Geografische Lage
Aschau am Inn liegt in der Region Südostoberbayern im Alpenvorland in der Talniederung des Inn rund 65 km östlich der Landeshauptstadt München, 17 km westlich von Mühldorf, 30 km nördlich von Wasserburg und vier Kilometer von Waldkraiburg entfernt, wo sich die nächstgelegene Bahnstation an der Bahnstrecke Rosenheim–Mühldorf, betrieben von der Südostbayernbahn, befindet. Die Gemeinde ist naturräumlich im Norden und Westen von einer reich bewaldeten Altmoräne eingefasst, im Gegensatz dazu bildet im Südosten der weitläufige Talraum des Inn mit seinen nacheiszeitlichen Inn-Schotterterrassen und Auwäldern die Gemeindegrenze.

### Allgemeine Daten zum Ort
- Gemeindestraßen: 46 km
- Vereine: 25
- Gewerbebetriebe: ca. 200
- Gaststätten: acht
- Kirchen und Kapellen: zwölf
- Plätze in Kindertageseinrichtungen: 134

### Gemeindegliederung
Es gibt 37 Gemeindeteile (in Klammern ist der Siedlungstyp angegeben):
- Aschau am Inn (Pfarrdorf)
- Bergham (Weiler)
- Buchtal (Weiler)
- Deinwalln (Einöde)
- Ellach (Einöde)
- Fraham (Pfarrdorf)
- Geidobl (Einöde)
- Guggenberg (Einöde)
- Hamberg (Einöde)
- Haselbach
- Hörmannsberg (Einöde)
- Howaschen (Dorf)
- Kemating (Dorf)
- Klugham (Dorf)
- Litzlkirchen (Dorf)
- Moos (Weiler)
- Oedhub (Einöde)
- Palxöd (Weiler)
- Priesteröd (Einöde)
- Rattenberg (Weiler)
- Reichdobl (Einöde)
- Reit (Dorf)
- Roßessing (Weiler)
- Rulading (Einöde)
- Scheuern (Einöde)
- Steinberg (Einöde)
- Thal (Weiler)
- Thann (Dorf)
- Tödtenberg (Weiler)
- Troibach (Weiler)
- Urfahrn (Einöde)
- Waldwinkel
- Wiesengrund (Siedlung)
- Wimm (Einöde)
- Wolfdobl (Einöde)
- Wolfgrub (Dorf)
- Ziegelwalln (Einöde)

Es gibt die Gemarkungen Aschau am Inn und Fraham.

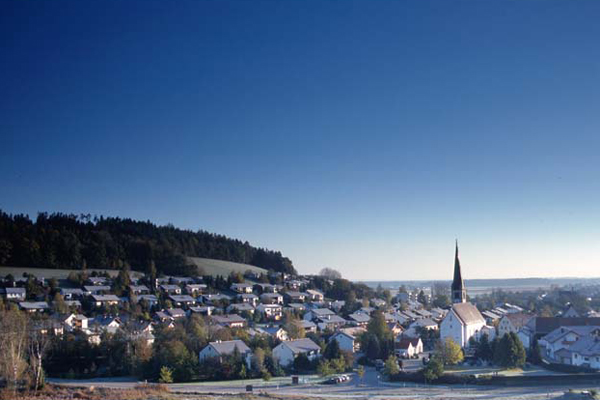
Aschau am Inn im Winterlicht

### Nachbargemeinden
- Reichertsheim
- Rattenkirchen
- Heldenstein
- Waldkraiburg
- Jettenbach
- Gars am Inn

## Geschichte

### Bis zur Gemeindegründung
Die erste urkundliche Erwähnung erfolgte im Jahr 788 in den Notitia Arnonis. Aschau am Inn gehörte zum Rentamt Landshut und zum Landgericht Neumarkt des Kurfürstentums Bayern. Die Grafen Toerring zu Jettenbach besaßen die offene Hofmark Aschau.
Im Zuge der Verwaltungsreformen in Bayern entstand mit dem Gemeindeedikt von 1818 die heutige Gemeinde.

### 20. Jahrhundert
Im Jahre 1939 lebten in Aschau 1300 Einwohner. Seit diesem Zeitpunkt ist eine stetige Aufwärtsentwicklung zu verzeichnen. Während des Zweiten Weltkrieges war im heutigen Industriegebiet eine der größten deutschen Sprengstofffabriken. Ein Einwohnerzuwachs war vor allem nach dem Ende des Zweiten Weltkrieges durch die Ansiedlung zahlreicher Flüchtlinge und Heimatvertriebener festzustellen. Am 1. April 1950 trat die Gemeinde Gebietsteile an die neugebildete Gemeinde Waldkraiburg ab.
Am 23. Oktober 1977 wurde der Name der Gemeinde Aschau bei Kraiburg amtlich in Aschau am Inn geändert.

### Eingemeindungen
Im Rahmen der Gebietsreform in Bayern wurden aus der ehemaligen Gemeinde Fraham am 1. Juli 1976 die Gemeindeteile Bergham, Fraham, Klugham, Reit und Urfahrn mit insgesamt 158 Einwohnern eingegliedert.

### Einwohner
Gemäß Bayerischem Landesamt für Statistik  haben sich die Einwohnerzahlen jeweils zum 31. Dezember eines Jahres wie folgt entwickelt:
| Stand | Einwohner |
| ----- | --------- |
| 1960  | 2203      |
| 1970  | 2553      |
| 1980  | 3079      |
| 1990  | 2891      |
| 1995  | 2842      |
| 2000  | 2922      |
| 2005  | 2862      |

| Stand | Einwohner |
| ----- | --------- |
| 2006  | 2863      |
| 2007  | 2836      |
| 2008  | 2816      |
| 2009  | 2758      |
| 2010  | 2757      |
| 2011  | 3010      |
| 2012  | 3089      |

| Stand | Einwohner |
| ----- | --------- |
| 2013  | 3131      |
| 2014  | 3168      |
| 2015  | 3231      |
| 2016  | 3310      |
| 2017  | 3353      |

Seit 1972, dem Jahr der Gemeindereform, hat sich die Einwohnerzahl bis 2016 um 723 Personen erhöht. Das entspricht einem Wachstum von 27,95 Prozent. In den letzten zehn (fünf) Jahren nahm sie um 16,71 (6,8) Prozent zu.
Zwischen 1988 und 2018 wuchs die Gemeinde von 2801 auf 3384 um 583 Einwohner bzw. um 20,8 %.

## Politik

### Gemeinderat und Bürgermeister
Dem Gemeinderat gehören 16 Personen an, 4 Gemeinderätinnen und 12 Gemeinderäte (Wahlperiode 2020 bis 2026). Die Wahl zum Gemeinderat am 15. März 2020 führte zu folgendem Ergebnis:
| Partei / Liste                                | Stimmenanteil | Sitze |
| Christlich-Soziale Union (CSU)                | 31,3 %        | 5     |
| Sozialdemokratische Partei Deutschlands (SPD) | 10,6 %        | 2     |
| Aschauer Wählergemeinschaft (AWG)             | 58,0 %*       | 5     |
| Bündnis Aschau                                | 58,0 %*       | 4     |

* Die Stimmenanteile der Wählergruppen werden in der Landesstatistik zusammengefasst.
Bei den Kommunalwahlen 2020 wurde Christian Weyrich (CSU) zum Ersten Bürgermeister gewählt.

### Wappen
|  | Blasonierung: „Über silbernem Schildfuß, darin eine rote Rose, in Grün eine goldene Esche.“ |
|  |                                                                                             |

## Kultur und Sehenswürdigkeiten
Aschau liegt an der Strecke des Radpilgerweges Benediktweg, der im August 2005 eröffnet wurde.

### Baudenkmäler

Blick auf die Gemeinde mit Umfeld
St. Peter, Thal
Pfarrkirche Mariä Himmelfahrt

### Sport
Ein Sportzentrum bietet Gelegenheit zu sportlicher Betätigung. 25 Vereine und Vereinigungen zeigen die rege Vereinstätigkeit und den Gemeinschaftssinn der Bevölkerung.

## Wirtschaft und Infrastruktur

### Industrie, Handel und Gewerbe
In dem 170 ha großen Industriegebiet sind hauptsächlich chemische und metallverarbeitende Betriebe ansässig. Daneben befinden sich in Aschau am Inn viele andere Handwerksbetriebe und alle notwendigen Einrichtungen der Grundversorgung. 2017 gab es 2736 sozialversicherungspflichtig Beschäftigte ihren Arbeitsplatz. Das Industriegebiet liegt völlig abgeschirmt südlich des Ortszentrums in einem Waldgebiet auf der tiefer gelegenen sogenannten zweiten Inntrasse. Aschau konnte daher bis heute seinen ländlichen Charakter erhalten.
Der Hauptsitz der Bayern-Chemie Gesellschaft für flugchemische Antriebe mbH befindet sich im Ort.

### Land- und Forstwirtschaft
Im Jahr 2016 wurde eine Fläche von 1457 ha landwirtschaftlich genutzt. Bestanden im Jahr 1999 noch 56 landwirtschaftliche Betriebe, ging deren Zahl bis 2016 auf 46 zurück.
| Betriebsgröße in ha | Anzahl der Betriebe | Anzahl der Betriebe |
| Betriebsgröße in ha | 1999                | 2010                |
| ------------------- | ------------------- | ------------------- |
| unter 5             | 6                   | 1                   |
| 5 bis unter 10      | 9                   | 7                   |
| 10 bis unter 20     | 14                  | 16                  |
| 20 bis unter 50     | 22                  | 16                  |
| 50 oder mehr        | 5                   | 6                   |
| Gesamt              | 56                  | 46                  |

### Bildung
In den modern eingerichteten Werkstätten des Berufsbildungswerkes Waldwinkel der deutschen Provinz der Salesianer Don Boscos werden 330 Jugendliche mit besonderem Förderbedarf in verschiedenen Berufen ausgebildet.

## Persönlichkeiten
- Franz Xaver Kronberger (1913–2010), in Thann geborener römisch-katholischer Geistlicher
- Johannes Muschol (1949–1981), Todesopfer an der Berliner Mauer
- Joseph Ratzinger (1927–2022) verbrachte seine Grundschulzeit von 1932 bis 1937 in Aschau am Inn und feierte am 15. März 1936 seine Erstkommunion hier. 2009 erhielt die Grundschule nach der Zustimmung der Regierung von Oberbayern den Namen Papst Benedikt XVI. Grundschule
- Kathi Stimmer-Salzeder (* 1957), deutsche Liedermacherin und Verlegerin ihrer eigenen Werke